# Christine Rolland
Christine Rolland (8 febbraio 1954) è un'ex sciatrice alpina francese.

## Biografia
Sciatrice polivalente originaria di Moûtiers, Christine Rolland debuttò in campo internazionale in occasione del trofeo Zlata lisica 1968, il 20 gennaio a Maribor in slalom gigante (40ª); in Coppa del Mondo esordì il 23 febbraio dello stesso anno a Chamonix in discesa libera (27ª), ottenne il primo piazzamento di rilievo il 3 gennaio 1980 a Oberstaufen in slalom speciale (9ª), l'unico podio il 23 marzo 1973 a Heavenly Valley in slalom gigante (3ª dietro a Patricia Emonet e a Monika Kaserer), l'ultimo piazzamento a punti il 14 gennaio 1974 a Grindelwald in slalom gigante (8ª) e prese per l'ultima volta il via il 13 dicembre dello stesso anno a Cortina d'Ampezzo in slalom speciale (20ª). In carriera non prese parte a rassegne olimpiche o iridate.

## Palmarès

### Coppa del Mondo
- Miglior piazzamento in classifica generale: 14ª nel 1973
- 1 podio
  - 1 terzo posto

### Coppa Europa
- Miglior piazzamento in classifica generale: 4ª nel 1972[senza fonte]